# Bamboo Stock
A Bamboo Stock é um banco de imagens que tem como objetivo representar a cultura brasileira, reunindo artistas brasileiros de todo o país para criar imagens e vídeos que retratem o Brasil. A startup foi criada em 2020.[carece de fontes?]

## Premiações
Em 2022, o Projeto Bamboo Stock foi premiado pelo Prêmio Brasil Criativo na categoria Publicidade.